# Gunnar Bengtsson (politiker)
Arne Gunnar Bengtsson, född 10 november 1934 i Frostvikens församling i Jämtlands län, död 19 maj 2022 i Hässleholm, var en centerpartistisk politiker, aktiv i Hässleholms kommun. Han var kommunalråd på 1990-talet och satt även i Hässleholms kommuns och Perstorps kommuns leaderområdes styrelse.